# Абдильдин, Мейрхан Мубаракулы
Мейрха́н Мубаракулы́ Абди́льдин (16 марта 1938 года, село Загаиново Троицкого района Алтайского края РСФСР, СССР — 9 января 2012 года, Алматы, Казахстан) — советский и казахстанский физик, доктор физико-математических наук (1985), профессор (1987), член-корреспондент Академии наук Казахской ССР (1989), академик Национальной академии наук Казахстана (2003), ректор Казахского государственного университета имени С. М. Кирова (1988—1991). Ученик Владимира Александровича Фока, основатель казахстанской школы теории относительности и гравитации, автор свыше 250-ти научных работ, в том числе трёх монографий. Основные работы посвящены развитию метода Фока по проблеме движения тел в общей теории относительности.

## Научная карьера
Окончил Казахский государственный университет им. С. М. Кирова в 1959 году, специализируясь по кафедре теоретической физики, в 1959—1961 годах — лаборант, инженер Института ядерной физики АН Казахской ССР, затем по 1964 год — аспирант Физико-технического института АН СССР, с 1964 года — стажёр-исследователь Ленинградского государственного университета, где в 1966 году защитил кандидатскую диссертацию под руководством академика АН СССР В. А. Фока. В 1966—1970 годах — младший, затем старший научный сотрудник Астрофизического института АН Казахской ССР, в 1970—1981 и в 1986—2008 годах — заведующий кафедрой теоретической физики, а в 1988—1991 годах — первый избранный ректор Казахского государственного университета, в котором преподавал до самой смерти. В немалой степени его заслугой было то, что в декабре 1982 года приказом МинВУЗа СССР Казахский госуниверситет им. С. М. Кирова был назначен головным вузом по проблеме движения тел в общей теории относительности.
Первый в Казахстане доктор наук (12 июня 1985, Институт Физики АН БССР, тема диссертации «Исследование проблемы движения тел в ОТО методом Фока») и профессор (1987) по специальности 01.04.02 — теоретическая и математическая физика. Председатель первого в Казахстане совета по защите докторских диссертаций Д.14/А.01.01 по специальности «Теоретическая физика и теплофизика». Член Президиума Российского гравитационного общества. Научный консультант в области физики издания Национальной энциклопедии Казахстана.
Под его научным руководством защищены десять кандидатских, три PhD и две докторских диссертации. Награждён орденом «Құрмет» (2006). Один из создателей Научно-исследовательского института экспериментальной и теоретической физики при КазНУ им. аль-Фараби, возглавлял отдел теоретической физики этого института.

## Монографии
- «Механика теории гравитации Эйнштейна» (изд. «Наука», 1988 г.)
- «Исследование проблем фундаментальных взаимодействий в теоретической физике» (изд-во «Қазақ университеті», 1997 г., в соавторстве)
- «Проблема движения тел в общей теории относительности» (изд-во «Қазақ университеті», 2006 г.)

## Личная жизнь
Детство и юношество Абдильдина прошло в Прииртышье, в Майском и Лебяжинском районах Павлодарской области. Его родители, отец — ветеринарный врач Абдильдин Мубарак, мать — Абдильдина Багытай, — коренные жители Майского района Павлодарской области.
Жена — Райхан Закиевна Бурнашева, старший научный сотрудник Института археологии им. А. Х. Маргулана МОН РК, занимается нумизматикой. Дочь Асия.
Хобби — поэзия и пение. Литературные пристрастия: А. А. Кунанбаев, М. О. Ауэзов, М. Утемисов, А. П. Чехов. Любимое блюдо: мясо по казахски.

## Основные работы
- Абдильдин М. М. Механика теории гравитации Эйнштейна. — Алма-Ата: Наука, 1988. — 201 с. — ISBN 5628000272.
- Абдильдин М. М. Проблема движения тел в общей теории относительности. — Алматы: Изд-во «Қазақ университеті», 2006. — 132 с. — ISBN 9965300143.